# Ataenius raucus
Ataenius raucus är en skalbaggsart som beskrevs av Schmidt 1908. Ataenius raucus ingår i släktet Ataenius och familjen Aphodiidae. Inga underarter finns listade.